# Actenodes mimicus
Actenodes mimicus är en skalbaggsart som beskrevs av Knull 1964. Actenodes mimicus ingår i släktet Actenodes och familjen praktbaggar. Inga underarter finns listade i Catalogue of Life.